# Коновалово (Немский район)
Коновалово — опустевшая деревня в составе Немского района Кировской области. 

## География
Находится на расстоянии примерно 6 километров по прямой на север-северо-запад от районного центра поселка Нема.

## История
Деревня известна с 1802 года, когда там было упомянуто 10 душ мужского пола. В 1873 году учтено дворов 8 и жителей 50, в 1905 22 и 126, в 1926 24 и 124, в 1950 30 и 98 соответственно, в 1989 21 житель . До 2021 года входила в Немское городское поселение Немского района, ныне непосредственно в составе Немского района.

## Население
Постоянное население  составляло 14 человек (русские 100%) в 2002 году, 0 в 2010.